# Neurophyseta pomperialis
Neurophyseta pomperialis là một loài bướm đêm trong họ Crambidae.